# Jama zasobowa
Jama zasobowa – prosty obiekt archeologiczny, zagłębienie w terenie służące do przechowywania żywności, ziarna itp., rodzaj prymitywnej spiżarni.
Lokalizację jam zasobowych, jak i innych obiektów archeologicznych, znacząco ułatwia archeologiczne rozpoznanie zdjęć lotniczych.